# 胡景通
胡景通（1910年—1998年），陕西富平人，中国政治人物、军事人物，中国国民党革命委员会中央委员会原常务委员，陕西省政协原副主席，第六、七届全国政协委员。

## 生平
在富平立诚学校上学，1924年夏毕业后参军。1928年离开陕西出国求学，1932年回到陕西。1935年，应榆林地方军阀井岳秀之约，参加了第84师。
抗日战争时任第二十二军骑六师师长，后任副军长兼陕北保安指挥部指挥官，驻防榆林、横山、三边等地。
1946年10月胞弟胡景铎率领骑兵第六师和陕北保安部队各一部在横山县波罗堡发动横山起义，编为中共领导的西北民主联军骑兵第6师。胡景通被南京政府以“督率无方、撤职查办”。1948年初夏，南京国防部以召见榆林守城人员为名，随邓宝珊总司令、左世允军长前去，被留在南京受训。1949年年初，李宗仁代理总统，由徐永昌(国防部长)、张耀明(南京卫戍司令)出面推荐，被任命为第二十二军副军长兼八十六师师长，回原部队供职。1949年9月19日随同董其武，率领第二十二军从榆林撤退至绥远的部队，参加绥远和平起义。第二十二军被改编为人民解放军，由绥远开拔，道经宁夏，开往甘肃庆阳整训。
1950年夏离开部队，到西北军区司令部参议室任高级参议。后任陕西省政协副主席、民革中央常委。